# 나의 히어로 아카데미아 더 무비: 히어로즈:라이징
《나의 히어로 아카데미아 더 무비: 두 히어로즈:라이징》(僕のヒーローアカデミア THE MOVIE ヒーローズ:ライジング, MY HERO ACADEMIA: Heroes:Rising)는 일본에서 제작된 나가사키 켄지 감독의 2019년 애니메이션 영화이자, 나의 히어로 아카데미아의 두 번째 극장판이다. 야마시타 다이키 등이 주연으로 출연하였다. 2019년 12월 20일 일본에 극장 개봉되었다.

## 출연

### 주연
- 야마시타 다이키
- 오카모토 노부히코
- 미야케 켄타
- 사쿠라 아야네
- 이시카와 카이토
- 카지 유우키